# Fotros
L'IAIO Fotros (persan : فطرس) est un drone iranien de reconnaissance, de surveillance et de combat construit par l'Organisation des industries de l'aviation et dévoilé en novembre 2013 par le ministre de la défense et général de brigade Hossein Dehqan,. Il s'agit du plus grand drone iranien. Le nom fait référence à un ange déchu dans la mythologie chiite.

## Caractéristiques
Le Fotros est un drone MALE (moyenne altitude longue endurance) qui dispose d'un empennage bipoutre et d'une hélice propulsive bipale. Le moteur est installé à l'arrière et la boule d’observation ainsi que les composants électroniques sont placés principalement sous le nez de l'appareil. Un point d'emport sous chaque aile lui permet d'emporter deux missiles guidés afin de réaliser des frappes de précision. Selon son armement, il a une portée opérationnelle de 1 700 km à 2 000 km avec une autonomie de vol de 16 à 30 heures et un plafond à 7 600 m,. Sa très longue autonomie devrait lui permettre de pénétrer profondément le territoire ennemi et d'y roder pour une durée prolongée afin d'accomplir des frappes précises et de la reconnaissance.

## Engagement
Il n'est pas connu d'engagement opérationnel pour ce drone. 